# Теодимунд
Теодимунд (Theodimund; * 450; † 479) е остготски принц и генерал.
Син е на Тиудимир, крал на остготите (469 - 474) и полубрат на Теодорих Велики, Аудофледа и Теодосис († 481).
Когато баща му умира през 474 г., крал на остготите става брат му Теодорих, a той остава непредвиден.
Теодимунд служи като генерал при брат си и пада убит в битката при Охрида (Ochrida) през 479 г.